# Ali Taher
Pour les articles homonymes, voir Taher (homonymie).
Ali Taher Parasong (Lamakera (id), 9 février 1961 - Jakarta, 3 janvier 2021) est un homme politique indonésien.